# اندی الیوت
اندی الیوت (انگلیسی: Andy Elliott؛ زادهٔ ۲۱ نوامبر ۱۹۶۳) بازیکن فوتبال اهل بریتانیا است.
از باشگاه‌هایی که در آن بازی کرده‌است می‌توان به باشگاه فوتبال اسلایگو راورز، باشگاه فوتبال منچستر سیتی، و باشگاه فوتبال بارو اشاره کرد.